# FC Utrecht
Football Club Utrecht nizozemski je nogometni klub iz Utrechta. Trenutačno se natječe u Eredivisieu, najvišem rangu nizozemskog nogometa. 
Osnovan je 1. srpnja 1970. Klupske boje su crvena i bijela. 

## Treneri kroz povijest
- Bert Jacobs (1970. – 1974.)
- Jan Rab (1974. – 1976.)
- Han Berger (1976. – 1983.)
- Barry Hughes (1983. – 1984.)
- Nol de Ruiter (1984. – 1987.)
- Han Berger (1987. – 1989.)
- Cees Loffeld (1989. – 1990.)
- Ab Fafié (v.d.) (1990. – 1993.)
- Henk Vonk (1993.)
- Leo van Veen (1993. – 1995.)
- Ton du Chatinier i  Henk Vonk (1995.)
- Simon Kistemaker (1995.)
- Nol de Ruiter (v.d.) (1995. – 1996.)
- Ronald Spelbos (1996. – 1997.)
- Jan Wouters (1997.)
- Mark Wotte (1997. – 2000.)
- Frans Adelaar (2000. – 2002.)
- Foeke Booy (2002. – 2007.)
- Willem van Hanegem (2007. – 2008.)
- Ton du Chatinier (2008. – 2011.)
- Erwin Koeman (2011.)
- Jan Wouters (2011. – 2014.)
- Rob Alflen (2014. – 2015.)
- Erik ten Hag (2015. – 2017.)
- Jean-Paul de Jong (2017. – 2018.)
- Dick Advocaat (2018. – 2019.)
- John van den Brom (2019. – 2020.)
- René Hake (2020. – 2022.)
- Rick Kruys (v.d.) (2022.)
- Henk Fraser (2022.)
- Michael Silberbauer (2022. – 2023.)
- Rob Penders (v.d.) (2023.)
- Ron Jans (2023. – danas)

## Vanjske poveznice
- Službene stranice